# Clubiona rosserae
Clubiona rosserae este o specie de păianjeni din genul Clubiona, familia Clubionidae, descrisă de Locket, 1953. Conform Catalogue of Life specia Clubiona rosserae nu are subspecii cunoscute.